# Groupe Ionis
Groupe Ionis es un grupo privado de educación superior en Francia. Fue creado en 1980 y en 2023 tenía más de 35,000 estudiantes y 100,000 exalumnos. Hay 29 universidades de educación adicionales en el grupo.
En 2010, según Le Nouvel Économiste, es el primer "operador privado de educación superior".
En España, el grupo tiene un campus en Barcelona y en Madrid.
Desde julio de 2023, el gerente general es Charline Avenel.

## Universidades

### Colegios de ingeniería
- Concours Advance
- École pour l'informatique et les techniques avancées
- École pour l'informatique et les nouvelles technologies
- École spéciale de mécanique et d'électricité
- IA Institut
- Institut polytechnique des sciences avancées
- Institut Sup'Biotech de Paris
- E-Artsup
- Epitech Digital
- Epitech Executive
- IONIS School of Technology and Management
- Coding Academy
- SecureSphere by EPITA
- Supinfo[6]
- Web@cademie

### Escuelas de negocios
- Instituto Superior de Gestión
- ISG Luxury Management
- ISG RH
- ISG Sport Business Management
- Institut supérieur européen de gestion group
- ICS Bégué
- Institut supérieur européen de formation par l'action
- MOD'SPE Paris
- XP, the international esport & gaming school

### Otros
- École des technologies numériques appliquées
- Fundación IONIS
- IONIS 361
- IONISx
- PHG Academy